# Travailleur du sexe
Travailleur du sexe – au féminin, travailleuse du sexe –, abrégé en TdS ou TS, parfois appelé professionnel du sexe (en anglais : sex worker), est une expression générique utilisée à l'échelle internationale pour désigner les métiers ou pratiques qui mettent en scène une prestation sexuelle qui, dans la majorité des cas, est un service rendu en échange d'une compensation monétaire.
Cette expression peut être utilisée comme un euphémisme pour prostitué. Les associations communautaires et de santé, et les syndicats jugent parfois ce terme plus inclusif, englobant différents métiers autour du sexe en plus de la prostitution (massages érotiques, camgirls/camboys, striptease, accompagnement sexuel, ou acteurs pornographiques), et soulignant leur volonté politique d'accéder au droit du travail et à la protection sociale. En revanche, les associations abolitionnistes réfutent cette expression, soulignant qu'elle dénie aux personnes prostituées les violences qu’elles subissent ou ont subi.

## Histoire de l'expression
L'expression « travailleur du sexe » (sex worker) est employée pour la première fois, en 1980, par l'ex-prostituée militante féministe pro-sexe et artiste Carol Leigh afin de dédiaboliser le terme « prostitution » fortement connoté négativement, car associé au crime, à la débauche et à l'immoralité. L'expression « travailleur du sexe » s'est depuis largement propagée, y compris dans des publications universitaires, utilisée entre autres par les ONG, par des organisations de personnes en situation de prostitution ou des proxénètes, ainsi que par les agences gouvernementales et intergouvernementales, telles que l'Organisation mondiale de la santé, ou lors des conférences contre le sida.
Cette expression est utilisée : 
- d'une part, par les partisans de la reconnaissance des prostitués en tant que travailleurs reconnus comme tels, ayant notamment les mêmes droits et les mêmes garanties sociales[4] ;
- d'autre part, pour parler de tout travailleur de l'industrie du sexe, tels les acteurs pornographiques, les mannequins pour les magazines ou pour les sites internet spécialisés dans le nu, les danseurs pratiquant le striptease, ou encore les opérateurs employés dans la téléphonie érotique.

L'expression, ou ce qu'elle désigne, est cependant fermement critiquée, notamment en France, par les opposants au commerce et à l'industrie du sexe, principalement sous la forme de la prostitution. Cette opposition peut revêtir différentes motivations : sociales, religieuses, morales, politiques. Elle réunit des politiciens, des militants issus de mouvements féministes anti-prostitution, ainsi que les tenants d'un discours résolument abolitionniste de la prostitution. Militant parfois en groupes de pressions, ces personnes considèrent la prostitution comme une infraction ou un viol, et analysent le « travail du sexe » comme une légitimation de l'activité prostitutionnelle.

## Dans le monde
Dans certains pays comme les États-Unis, des efforts ont été faits pour donner plus de reconnaissance et de droits aux travailleurs du sexe. C'est dans ce pays que naît l'expression sex work inventée par la militante californienne Carol Leigh, alias Scarlot Harlot, lors d’un spectacle artistique.
En Europe se distinguent surtout les « pays réglementaristes » tels l'Allemagne, l'Autriche, les Pays-Bas, qui optent pour un encadrement juridico-sanitaire de l'ensemble des professions des économies liées au sexe, incluant les activités de prostitution.
En Europe du nord et en Suède, la législation est abolitionniste. En France, le syndicat du travail sexuel (STRASS) est un syndicat autogéré qui défend les droits des travailleurs•euses du sexe en luttant pour la reconnaissance du travail sexuel et contre la stigmatisation de ces métiers, tout en s'opposant à l’exploitation des êtres humains, y compris le proxénétisme de contrainte et l’esclavage.
En France, mercredi 13 avril 2016, le Président de la République a promulgué la loi n° 2016-444 visant à renforcer la lutte contre le système prostitutionnel et à accompagner les personnes prostituées. L'achat d'un rapport sexuel est désormais interdit et sanctionné par la loi.

### Sources et bibliographie
: document utilisé comme source pour la rédaction de cet article.
- Morgane Merteuil, « Le travail du sexe contre le travail »[10], Période, septembre 2014
- (en) Ronald Weitzer. 1991. « Prostitutes' Rights in the United States », Sociological Quarterly, v. 32, n° 1, pp. 23–41
- (en) J. Doezema. 1998. Global Sex Workers (New York/London: Routledge Press)
- (en) Ronald Weitzer. 2000. Sex For Sale: Prostitution, Pornography, and the Sex Industry (New York: Routledge Press)
- « Travailleuse, travailleur du sexe » par Françoise Guillemaut in Dictionnaire de la pornographie (s/d Philippe Di Folco), PUF, 2005, p. 501-502  (ISBN 978-2-130-5441-42)
- (en) Ronald Weitzer. 2009. « Sociology of Sex Work »[11]
- Noël Leuthereau-Morel. 2013. « Travail sexuel et droits sociaux en France et ailleurs », Metis, correspondances européennes du travail[12]

#### Articles généraux
- Assistant sexuel
- Call girl
- Camgirl
- Droits des travailleurs du sexe
- Féminisme pro-sexe
- Prostitution
- Pornographie

#### Associations de défense des travailleurs du sexe
- STRASS (Syndicat du travail sexuel), syndicat autogéré qui existe en France depuis 2009
- Les amis du bus des femmes, association française qui défend les droits des travailleuses du sexe
- Prévention action santé travail pour les transgenres, association française basée à Paris
- Acceptess-T, scission de la précédente
- Stella, l’amie de Maimie, organisme canadien qui défend les droits des travailleuses du sexe à Montréal.
- Durbar Mahila Samanwaya Committee, collectif de 75000 travailleuses du sexe au Bengale-Occidental.
- Aspasie, association genevoise pour la défense des travailleurs du sexe